# 大布宜诺斯艾利斯
大布宜诺斯艾利斯（西班牙語：Gran Buenos Aires，简称GBA），指布宜诺斯艾利斯自治市与周边布宜诺斯艾利斯省卫星城组成的都会区。此地区大约有1600万人居住（全国的三分之一），并位于全国最重要的工业和经济地区。
大布宜诺斯艾利斯位于构成阿根廷的24个省中的两个一阶管辖区或“自治省”的领土内，它们是：整个布宜诺斯艾利斯自治市（CABA）和布宜诺斯艾利斯省。 “大布宜诺斯艾利斯”一词在当前使用中具有不同的范围，在某些情况下还包括CABA。国家统计局（INDEC）将“大布宜诺斯艾利斯”与“大布宜诺斯艾利斯聚集”区分开来。 “布宜诺斯艾利斯大都市区”（AMBA）。根据官方定义，“大布宜诺斯艾利斯”包括布宜诺斯艾利斯市和附近的24个区。
它的东部界限是拉普拉塔河，从中区分出三个不同的区域：北部地区、西部地区和南部地区。

## 定义
| 14个完全城市化的区 - 阿韦亚内达 - 圣马丁将军城 - Hurlingham - Ituzaingó - José Clemente Paz - 拉努斯 - Lomas de Zamora - Malvinas Argentinas - Morón - 基尔梅斯 - San Isidro - San Miguel - Tres de Febrero - Vicente López | 10个部分城市化的区 - Almirante Brown - Berazategui - Esteban Echeverría - Ezeiza - Florencio Varela - La Matanza - Merlo - Moreno - San Fernando - Tigre | 6个尚未卫星城化的区 这些区已经与卫星城相连： - Escobar - General Rodríguez - Marcos Paz - Pilar - Presidente Perón - San Vicente |

大布宜诺斯艾利斯的概念和其他没有太多定义的概念有关系：环布宜诺斯艾利斯区（Conurbano bonaerense）、大布宜诺斯艾利斯聚集区（Aglomerado Gran Buenos Aires，简称AGBA）、布宜诺斯艾利斯都市区（Área Metropolitana de Buenos Aires，简称AMBA）、布宜诺斯艾利斯市区（Zona Metropolitana de Buenos Aires，简称ZMBA）和布宜诺斯艾利斯都会区（Región Metropolitana de Buenos Aires，简称RMBA）。
另一个也十分常用的概念是布宜诺斯艾利斯的工业区（cinturón industrial）。环绕布宜诺斯艾利斯的一环（primer cordón）、二环（segundo cordón）和三环（tercer cordón）。

### 根据政治行政
长期以来，布宜诺斯艾利斯省政府发布过不同的法令和法律来尝试定义包含大布宜诺斯艾利斯的区（Partido）
根据这一些标准，这些区构成了“布宜诺斯艾利斯郊区”。

#### 第70/48号法令/法律
尽管大布宜诺斯艾利斯的概念出现在项法律之后，法令/法律70/48定义那些行政上属于省份的城市，并包含布宜诺斯艾利斯郊区和主市。据此，布宜诺斯艾利斯市附近的14个区的城市被称为“大布宜诺斯艾利斯”：
- 拉努斯区（西班牙语：Partido de Lanús）（此前被称为6月4日区）
- 阿韦亚内达区（西班牙语：Partido de Avellaneda）
- 埃斯特万·埃切维里亚区（西班牙语：Partido de Esteban Echeverría）（在1995年一部分被分裂为埃塞萨区（西班牙语：partido de Ezeiza），其他较小成为庇隆总统区（西班牙语：partido de Presidente Perón）和部分加入到卡努埃拉斯区（西班牙语：partido de Cañuelas））
- 弗洛伦西奥－巴雷拉区（西班牙语：Partido de Florencio Varela）（在1995年，一小部分成为庇隆总统区（西班牙语：partido de Presidente Perón））
- 圣马丁将军区（西班牙语：Partido de General San Martín）（在1959年从特雷斯－德费布雷罗区（西班牙语：partido de Tres de Febrero）脱离）
- 萨米恩托将军区（西班牙语：Partido de General Sarmiento）（在1995年12月被分解为圣米格尔（西班牙语：San Miguel (Buenos Aires)）、阿根廷马尔维纳斯区（西班牙语：Partido de Malvinas Argentinas）、何塞·C·帕斯区（西班牙语：Partido de José C. Paz）以及一小部分被并入到皮拉尔区（西班牙语：partido del Pilar））
- 马坦萨区（西班牙语：Partido de La Matanza）
- 拉科恩差区（设立之初被称为拉斯拉科恩差-蒂格雷（Las Conchas y Tigre），并在1954年以后称为蒂格雷
- 洛马斯·德·萨莫拉区（西班牙语：Partido de Lomas de Zamora）
- 莫龙区（西班牙语：Partido de Morón）（在1995年部分领土上创造了新区：伊图萨因戈区（西班牙语：Partido de Ituzaingó）和赫林厄姆区（西班牙语：Partido de Hurlingham））
- 基尔梅斯区（西班牙语：Partido de Quilmes）（在1960年在领土上设立了贝拉扎特吉区（西班牙语：partido de Berazategui））
- 圣费尔南多区
- 圣伊西德罗区（西班牙语：Partido de San Isidro）
- 维森特·洛佩斯区（西班牙语：Partido de Vicente López）

这项法令在1948年1月8日颁布，处于多明戈·梅尔坎特（Domingo Mercante）的政府，因为当时需要定义布宜诺斯艾利斯市周围的区域边境，旨在根据现代城市化使用的标准制定监管计划。

#### 第760/79号法令
于1979年4月20日颁布，重新定义了涵盖的区，将19个区变为14个区。
- 阿韦亚内达区（西班牙语：Partido de Avellaneda）
- 布朗海军上将区（西班牙语：Partido de Almirante Brown）（合并）
- 贝拉扎特吉区（西班牙语：partido de Berazategui）（在1960年从基尔梅斯区分离）
- 埃斯特万·埃切维里亚区（西班牙语：Partido de Esteban Echeverría）
- 弗洛伦西奥－巴雷拉区（西班牙语：Partido de Florencio Varela）（合并）
- 圣马丁将军区（西班牙语：Partido de General San Martín）
- 萨米恩托将军区（西班牙语：Partido de General Sarmiento）（1994年后被分解）
- 马坦萨区（西班牙语：Partido de La Matanza）
- 拉努斯区（西班牙语：Partido de Lanús）
- 洛马斯·德·萨莫拉区（西班牙语：Partido de Lomas de Zamora）
- 梅洛区（西班牙语：Partido de Merlo）（合并）
- 莫雷诺区（西班牙语：Partido de Moreno）（合并）
- 莫龙区（西班牙语：Partido de Morón）
- 基尔梅斯区（西班牙语：Partido de Quilmes）
- 圣费尔南多区
- 圣伊西德罗区（西班牙语：Partido de San Isidro）
- 特雷斯－德费布雷罗区（西班牙语：partido de Tres de Febrero）（在1959年从圣马丁区分离）
- 蒂格雷区
- 维森特·洛佩斯区（西班牙语：Partido de Vicente López）

#### 第10806/89号法
在1989年9月19日颁布，用来确定城市到城镇的规范。同时列出了郊区，并将它们与大拉普拉塔明确区分开来，并承认与布宜诺斯艾利斯郊区成员相同的19个城市。

#### 第11247/92号法
在1992年5月26日颁布，创立了“布宜诺斯艾利斯郊区基金”（Fondo del Conurbano Bonaerense），旨在郊区实施不同的社会项目，并将包含的城市数量从19个上升到23个
新增的区：
- 贝里索区（西班牙语：Partido de Berisso）
- 恩塞纳达区（西班牙语：Partido de Ensenada）
- 拉普拉塔区（西班牙语：Partido de La Plata）
- 圣维森特区（西班牙语：Partido de San Vicente）

#### 第11746/94号法
结合了1994年建立的新分布，基于在现有的区之上创建新区，并将其他区纳入郊区，现在由29个自治市组成。
- 阿韦亚内达区（西班牙语：Partido de Avellaneda）
- 布朗海军上将区（西班牙语：Partido de Almirante Brown）
- 贝拉扎特吉区（西班牙语：Partido de Berazategui）
- 贝里索区（西班牙语：Partido de Berisso）
- 恩塞纳达区（西班牙语：Partido de Ensenada）
- 埃斯特万·埃切维里亚区（西班牙语：Partido de Esteban Echeverría）
- 埃塞萨区（西班牙语：Partido de Ezeiza）（从埃斯特万·埃切维里亚区分离）
- 弗洛伦西奥－巴雷拉区（西班牙语：Partido de Florencio Varela）
- 圣马丁将军区（西班牙语：Partido de General San Martín）
- 赫林厄姆区（西班牙语：Partido de Hurlingham）（莫龙区中分离）
- 伊图萨因戈区（西班牙语：Partido de Ituzaingó）（莫龙区中分离）
- 何塞·C·帕斯区（西班牙语：Partido de José C. Paz）（从萨米恩托区解体上成立）
- 马坦萨区（西班牙语：Partido de La Matanza）
- 拉普拉塔区（西班牙语：Partido de La Plata）
- 拉努斯区（西班牙语：Partido de Lanús）
- 洛马斯·德·萨莫拉区（西班牙语：Partido de Lomas de Zamora）
- 阿根廷马尔维纳斯区（西班牙语：Partido de Malvinas Argentinas）（从萨米恩托区解体上成立）
- 梅洛区（西班牙语：Partido de Merlo）
- 莫雷诺区（西班牙语：Partido de Moreno）
- 莫龙区（西班牙语：Partido de Morón）
- 庇隆总统区（西班牙语：Partido de Presidente Perón）（从圣维森特区分离）
- 基尔梅斯区（西班牙语：Partido de Quilmes）
- 圣费尔南多区
- 圣伊西德罗区（西班牙语：Partido de San Isidro）
- 圣米格尔（西班牙语：San Miguel (Buenos Aires)）（从萨米恩托区解体上成立）
- 圣维森特区（西班牙语：Partido de San Vicente）
- 特雷斯－德费布雷罗区（西班牙语：partido de Tres de Febrero）
- 蒂格雷区
- 维森特·洛佩斯区（西班牙语：Partido de Vicente López）

#### 第13473/06号法
在2006年6月1日颁布， 确定布宜诺斯艾利斯郊区的范围由32个自治市构成并分为8个不同的区域：
- 东南地区，由布朗海军上将区（西班牙语：Partido de Almirante Brown）、阿韦亚内达区（西班牙语：Partido de Avellaneda）、贝拉扎特吉区（西班牙语：Partido de Berazategui）、弗洛伦西奥－巴雷拉区（西班牙语：Partido de Florencio Varela）和基尔梅斯区（西班牙语：Partido de Quilmes）构成。
- 南边地区，由埃斯特万·埃切维里亚区（西班牙语：Partido de Esteban Echeverría）、埃塞萨区（西班牙语：Partido de Ezeiza）、庇隆总统区（西班牙语：Partido de Presidente Perón）和圣维森特区（西班牙语：Partido de San Vicente）构成。
- 西南地区，由马坦萨区（西班牙语：Partido de La Matanza）、拉努斯区（西班牙语：Partido de Lanús）和洛马斯·德·萨莫拉区（西班牙语：Partido de Lomas de Zamora）构成。
- 西边地区，由赫林厄姆区（西班牙语：Partido de Hurlingham）、伊图萨因戈区（西班牙语：Partido de Ituzaingó）、莫龙区（西班牙语：Partido de Morón）构成。
- 西北地区，由罗德里格斯将军区（西班牙语：Partido de General Rodríguez）、梅洛区（西班牙语：Partido de Merlo）、莫雷诺区（西班牙语：Partido de Moreno）和皮拉尔区（西班牙语：partido del Pilar）构成.
- 中北地区，由圣马丁将军区（西班牙语：Partido de General San Martín）、何塞·C·帕斯区（西班牙语：Partido de José C. Paz）、阿根廷马尔维纳斯区（西班牙语：Partido de Malvinas Argentinas）、圣米格尔（西班牙语：San Miguel (Buenos Aires)）和特雷斯－德费布雷罗区（西班牙语：partido de Tres de Febrero）构成。
- 东北地区，由埃斯科巴区（西班牙语：Partido de Escobar）、圣费尔南多区、圣伊西德罗区（西班牙语：Partido de San Isidro）、蒂格雷区和维森特·洛佩斯区（西班牙语：Partido de Vicente López）构成。
- 大拉普拉塔地区，由贝里索区（西班牙语：Partido de Berisso）、恩塞纳达区（西班牙语：Partido de Ensenada）和拉普拉塔区（西班牙语：Partido de La Plata）构成。

### 根据人口
在1947年（第四次全国人口普查）期间，统计局第一次在报告中导入了“大布宜诺斯艾利斯”来描述联邦首都和环绕的城市。现今国家统计和普查研究所（简称INDEC）定义大布宜诺斯艾利斯如下方式：

#### 环布宜诺斯艾利斯区
根据INDEC，包含大布宜诺斯艾利斯的区是环绕布宜诺斯艾利斯市的24个自治市，被称为“环布宜诺斯艾利斯区”（Conurbano bonaerense）。其中区分了两个子组：
- 13个完全城市化的区：

- 阿韦亚内达区
- 圣马丁将军区
- 赫林厄姆区
- 伊图萨因戈区
- 何塞·C·帕斯区
- 拉努斯区
- 洛马斯·德·萨莫拉区
- 阿根廷马尔维纳斯区
- 莫龙区
- 基尔梅斯区
- 圣伊西德罗区
- 特雷斯－德费布雷罗区
- 维森特·洛佩斯区

- 11个半城市化的区，并从20世纪开始与布宜诺斯艾利斯城市化的区相连：

- 布朗海军上将区
- 贝拉扎特吉区
- 埃斯特万·埃切维里亚区
- 埃塞萨区
- 弗洛伦西奥－巴雷拉区
- 马坦萨区
- 梅洛区
- 莫雷诺区
- 圣费尔南多区
- 圣米格尔
- 蒂格雷区

#### 大布宜诺斯艾利斯（GBA）
根据INDEC的定义，大布宜诺斯艾利斯是包含布宜诺斯艾利斯市和大布宜诺斯艾利斯的区（上文提到的环绕24个区）所组成的3822km²的区域。这个术语用于经济和社会领域。
INDEC同时也使用“大布宜诺斯艾利斯区”（Región Gran Buenos Aires）这个术语，用来描述相同的区域。这个词从2003年8月开始被替换成“城市区”（Región Metropolitana）来指布市和24个区，因此可以在文献中找到这么一个术语，但这并不是严格意义上的“布宜诺斯艾利斯大都市区”（Región Metropolitana de Buenos Aires）。

#### 大布宜诺斯艾利斯聚集区（AGBA）

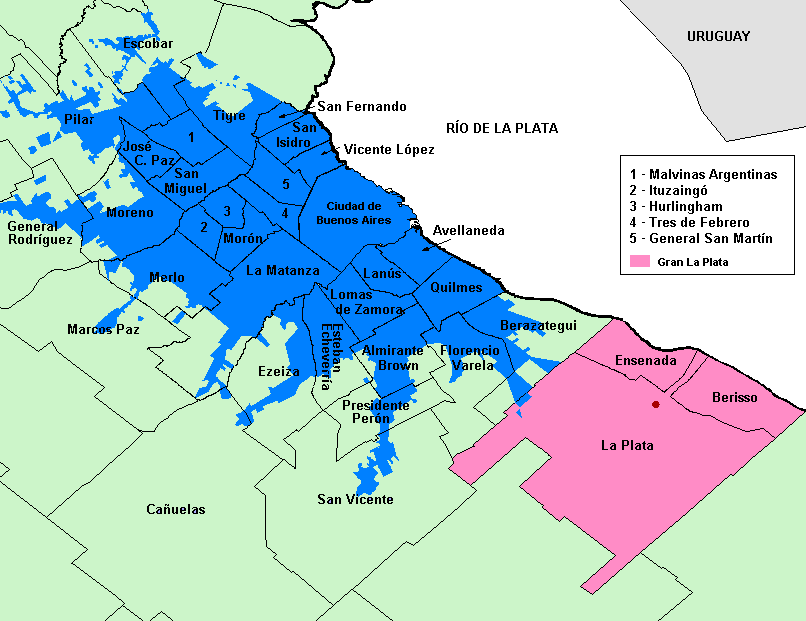
大布宜诺斯艾利斯聚集区以蓝色标记。

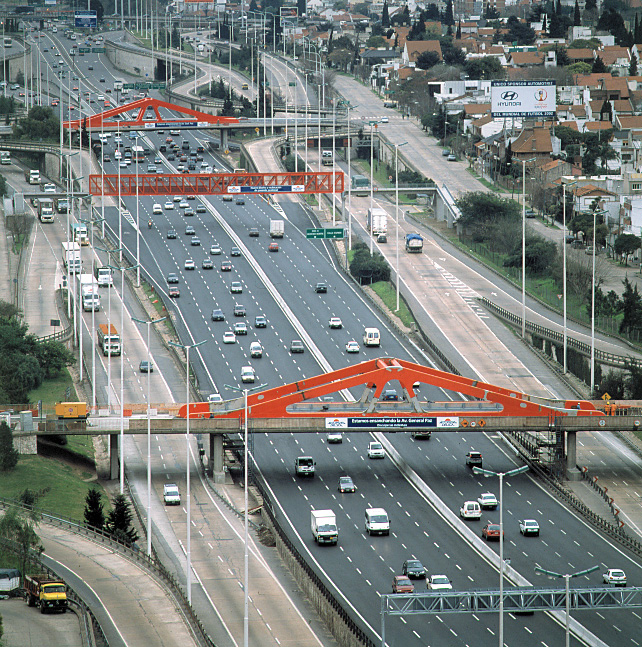
帕斯将军大道是一条在布市和布省之间的汽车流中非常重要的高速公路。

大布宜诺斯艾利斯聚集区（简称AGBA）包含“市区”，即住宅连续性达到的区域。
与“大布宜诺斯艾利斯”（GBA）的定义相比，“大布宜诺斯艾利斯聚集区”（AGBA）的定义范围更广，但也不够精确，包括布宜诺斯艾利斯市和布宜诺斯艾利斯省的区和另外的布省的14个区，共计2,590平方公里。
大布宜诺斯艾利斯聚集区，在严格意义下，包含31个行政单位，分为4大类：
- 布宜诺斯艾利斯自治市
- 14个包含在大布宜诺斯艾利斯以及全部的聚集区的区：

- 阿韦亚内达区
- 圣马丁将军区
- 赫林厄姆区
- 伊图萨因戈区
- 何塞·C·帕斯区
- 拉努斯区
- 洛马斯·德·萨莫拉区
- 阿根廷马尔维纳斯区
- 莫龙区
- 基尔梅斯区
- 圣伊西德罗区
- 圣米格尔
- 特雷斯－德费布雷罗区
- 维森特·洛佩斯区

- 10个包含在大布宜诺斯艾利斯以及部分聚集区的区：

- 布朗海军上将区
- 贝拉扎特吉区
- 埃斯特万·埃切维里亚区
- 埃塞萨区
- 弗洛伦西奥－巴雷拉区
- 马坦萨区
- 梅洛区
- 莫雷诺区
- 圣费尔南多区
- 蒂格雷区

- 4个构成聚集区的区，截至2006年从政治和行政方面属于郊区的一部分。[13][14][15]

- 埃斯科巴区
- 罗德里格斯将军区
- 马科斯·帕兹区
- 皮拉尔区

- 2个不包含在大布宜诺斯艾利斯的区：

- 庇隆总统区
- 圣维森特区

- 另外还有4个不被认为属于聚集区，但人口与面积包含在聚集区的一部分：

- 贝里索区
- 卡努埃拉斯区
- 恩塞纳达区
- 拉普拉塔区

### 其他标准
也有其他标准来定义大布宜诺斯艾利斯的大小，如下文所见：

#### 阿根廷政府和当地城市观测定义的标准
阿根廷政府在其官方网站上给出了AMBA是什么以及组成它的领土的确切定义。地方城市观测站-布宜诺斯艾利斯大都会（Observatorio Urbano Local - Buenos Aires Metropolitana，OUL-BAM）是城市观测站网络的一部分，定义了不同的地理区域。除了评估和监测城市公共政策，并为解决布宜诺斯艾利斯都市区不同决策层面临的问题做出贡献。这些区域分别是：

##### 布宜诺斯艾利斯都会区 (AMBA)

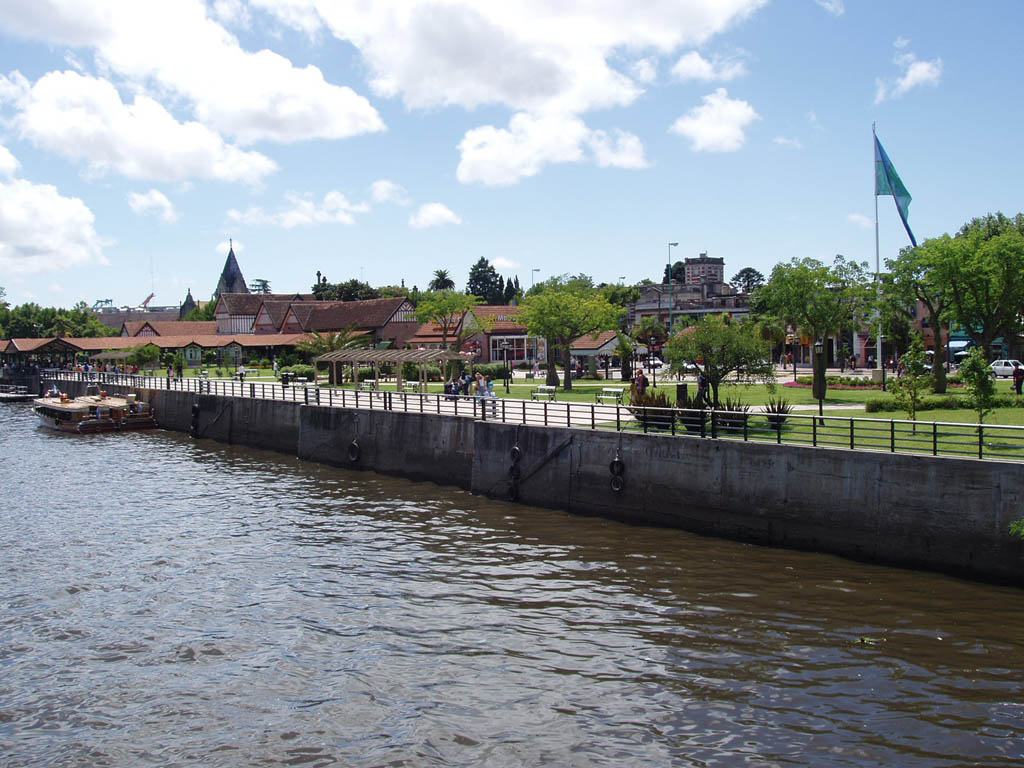
蒂格勒，大布宜诺斯艾利斯北部的城镇

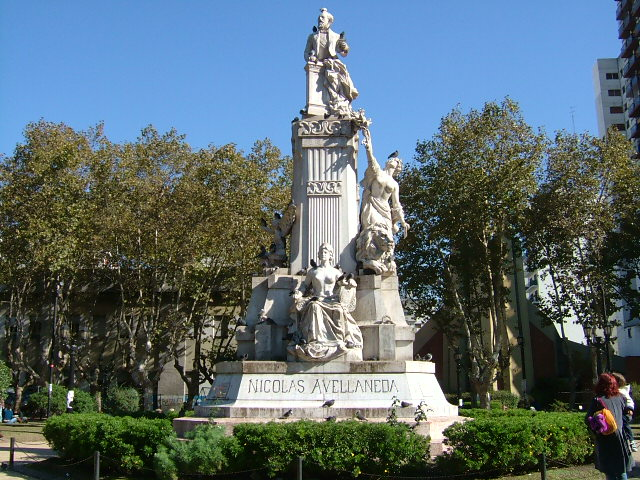
尼古拉斯·阿韦利亚内达纪念碑，阿韦利亚内达区

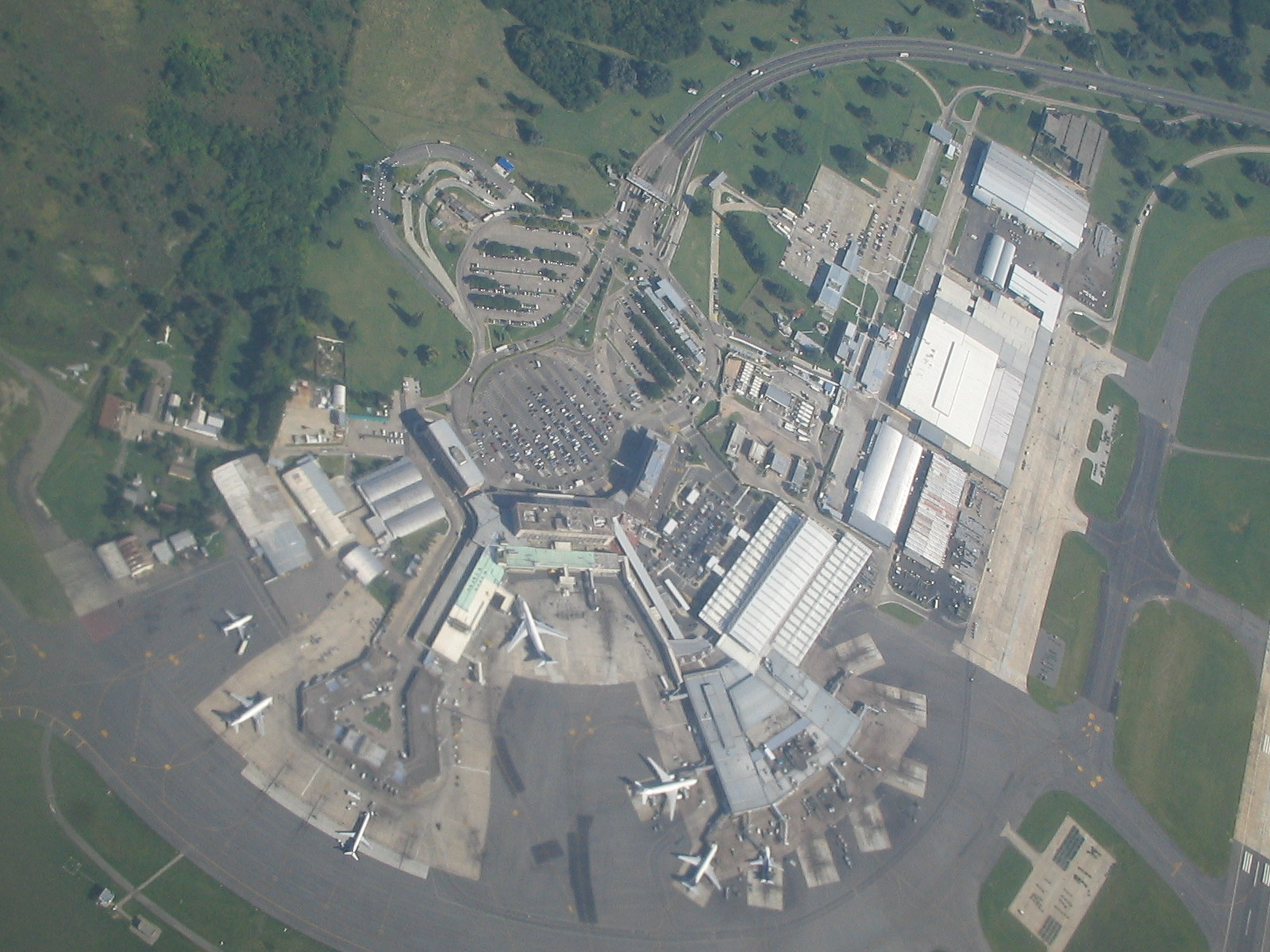
埃塞萨皮斯塔里尼部长国际机场，位于埃塞萨区，阿根廷最主要的国际机场。

据阿根廷政府报告，布宜诺斯艾利斯都会区（Área Metropolitana de Buenos Aires，AMBA）包含:
- 布宜诺斯艾利斯自治市
- 40个布宜诺斯艾利斯省区，这些区的表面积完全或部分包括布宜诺斯艾利斯都会区（AMBA）

- 布朗海军上将区
- 阿韦亚内达区
- 贝拉扎特吉区
- 贝里索区
- 布兰森区
- 坎帕纳区
- 卡努埃拉斯区
- 恩塞纳达区
- 埃斯科巴区
- 埃斯特万·埃切维里亚区
- 高举十字架区
- 埃塞萨区
- 弗洛伦西奥－巴雷拉区
- 埃拉斯将军区
- 罗德里格斯将军区
- 圣马丁将军区
- 赫林厄姆区
- 伊图萨因戈区
- 何塞·C·帕斯区
- 马坦萨区
- 拉普拉塔区
- 拉努斯区
- 洛马斯·德·萨莫拉区
- 卢汉区
- 阿根廷马尔维纳斯区
- 马科斯·帕斯区
- 梅洛区
- 莫雷诺区
- 莫龙区
- 皮拉尔区
- 庇隆总统区
- 基尔梅斯区
- 圣费尔南多区
- 圣伊西德罗区
- 圣米格尔
- 圣维森特区
- 蒂格雷区
- 特雷斯－德费布雷罗区
- 维森特·洛佩斯区
- 萨拉特区

##### 布宜诺斯艾利斯都市区 (ZMBA)

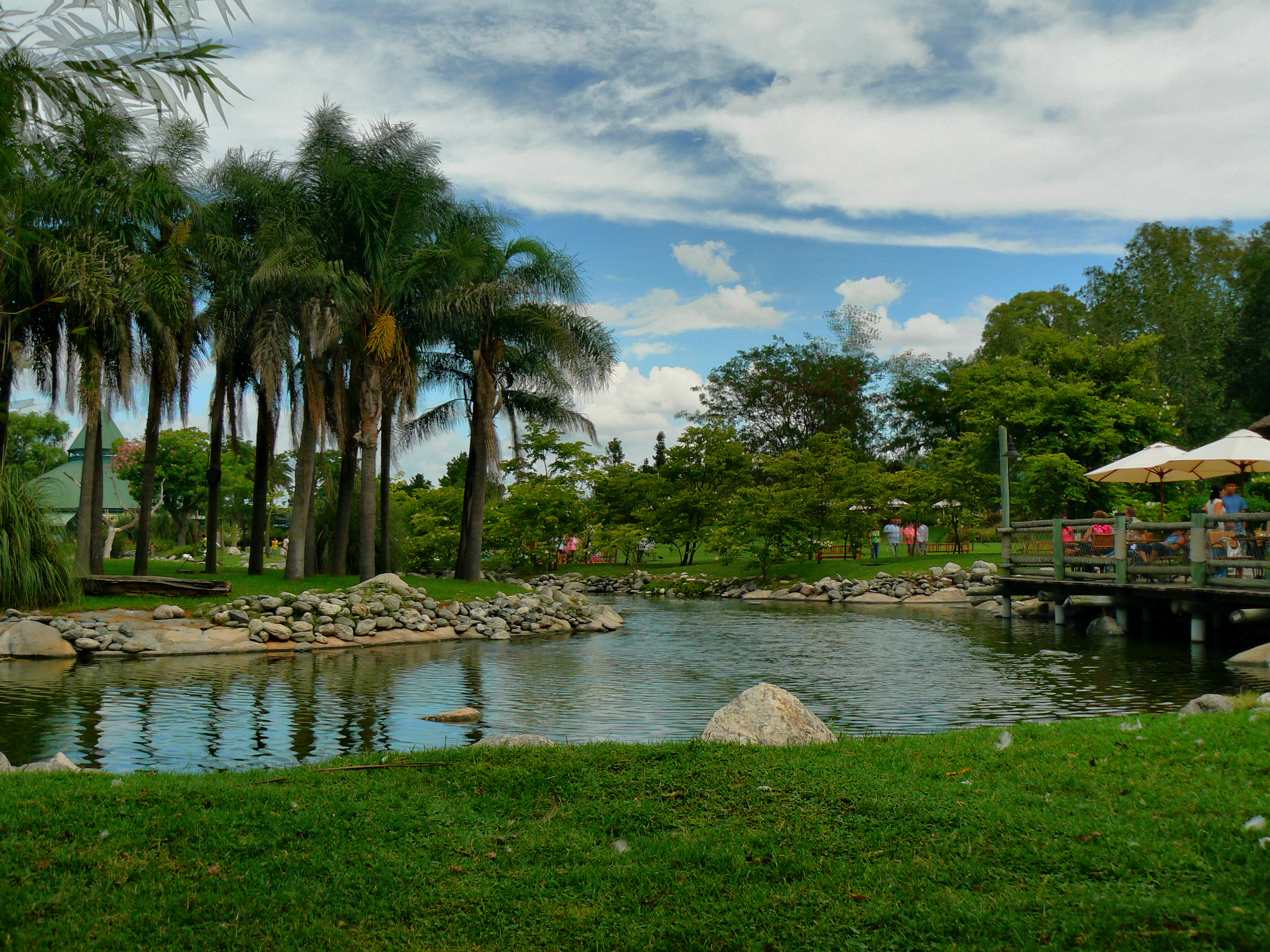
位於貝倫·德·艾斯科巴的特麥肯（Temaikèn）是阿根廷唯一獲得動物園和水族館協會批准的生物公園。

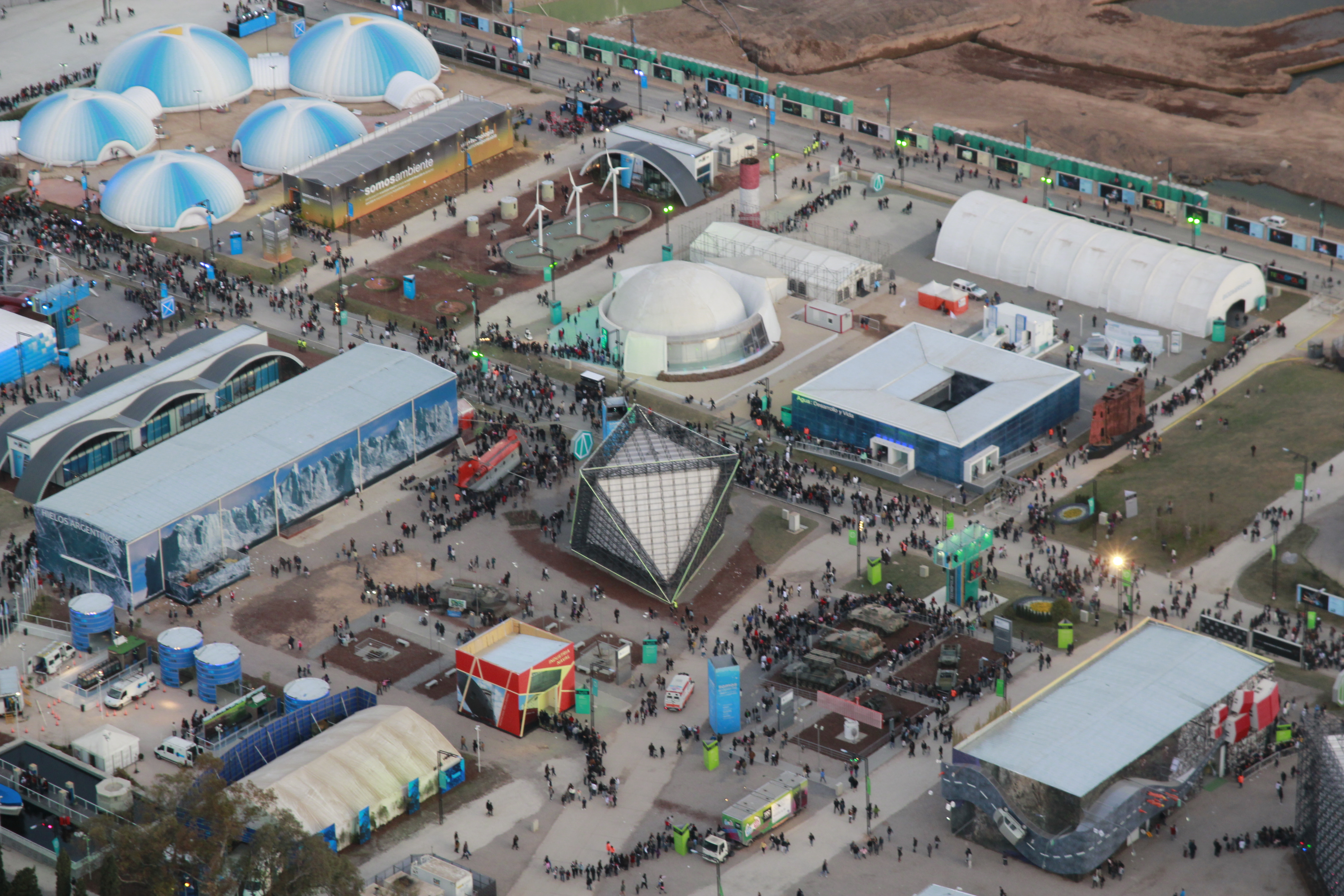
泰克諾波利斯（Tecnópolis）位於文森特羅培茲區，是阿根廷最大的科學、技術、工業和藝術大型展覽區。

布宜诺斯艾利斯都市区（Zona Metropolitana de Buenos Aires，ZMBA）或大布宜诺斯艾利斯都市区（Zona Metropolitana del Gran Buenos Aires，ZMGBA）是INDEC所规定大布宜诺斯艾利斯聚集区的衍生。在这定义下，共有31个区（总计6118平方公里）包含在内。

##### 布宜诺斯艾利斯都会区域 (RMBA)

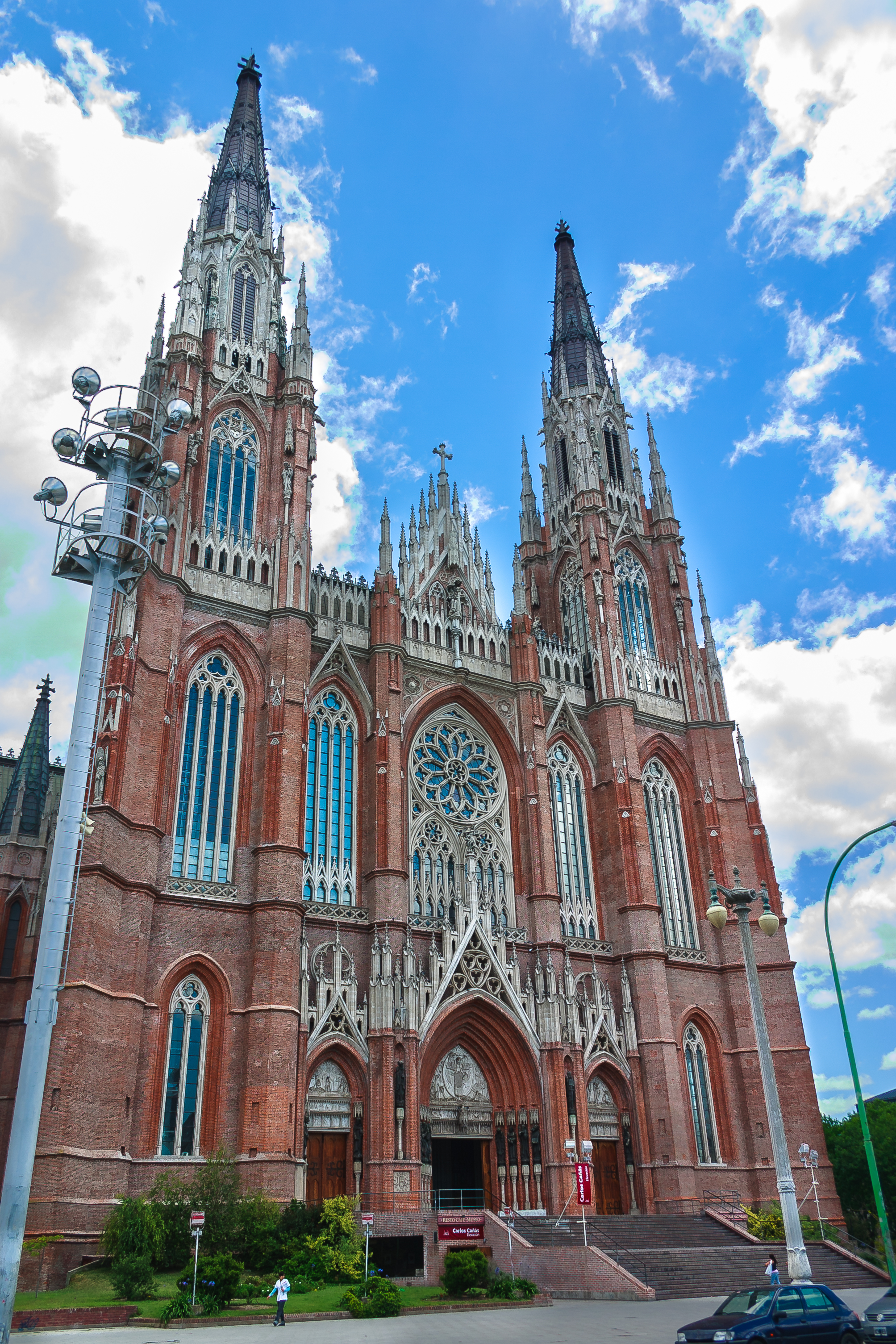
拉布拉他大教堂為新哥德式風格，是阿根廷最大的天主教教堂之一。

布宜诺斯艾利斯都会区域（Región Metropolitana de Buenos Aires，RMBA）是包含所有城市住区及其各自影响的区域的一个巨大的地理区域。包括44个行政单位，总计面积18,380平方公里，包括：
- 布宜诺斯艾利斯自治市
- 43个布宜诺斯艾利斯省的市：

- 布朗海军上将区
- 阿韦亚内达区
- 贝拉扎特吉区
- 贝里索区
- 布兰森区
- 坎帕纳区
- 卡努埃拉斯区
- 恩塞纳达区
- 埃斯科巴区
- 埃斯特万·埃切维里亚区
- 高举十字架区
- 埃塞萨区
- 弗洛伦西奥－巴雷拉区
- 埃拉斯将军区
- 罗德里格斯将军区
- 圣马丁将军区
- 赫林厄姆区
- 伊图萨因戈区
- 何塞·C·帕斯区
- 马坦萨区
- 拉努斯区
- 拉普拉塔区
- 罗伯斯区
- 洛马斯·德·萨莫拉区
- 卢汉区
- 阿根廷马尔维纳斯区
- 马科斯·帕斯区
- 梅赛德斯区
- 梅洛区
- 莫雷诺区
- 莫龙区
- 纳瓦罗区
- 皮拉尔区
- 庇隆总统区
- 基尔梅斯区
- 圣费尔南多区
- 圣伊西德罗区
- 圣米格尔
- 圣维森特区
- 蒂格雷区
- 特雷斯－德费布雷罗区
- 维森特·洛佩斯区
- 萨拉特区

#### 城市和领土规划局定义的标准
布宜诺斯艾利斯省城市和领土规划局（西班牙語：Dirección de Ordenamiento Urbano y Territorial，DPOUT）定义“布宜诺斯艾利斯大都市区”（RMBA）的不同区域，以规划领土：
- 工业和港口区；
- 商业和服务空间以及中心区；
- 住宅区；
- 流动性：道路结构和运输系统；
- 环境系统：水文盆地、废物管理、绿地和城市周边空间。

该地区的划定与依赖于阿根廷建筑与城市规划专业委员会（Concejo Profesional de Arquitectura y Urbanismo de la Argentina，CPAU）的大都会观察站（Observatorio Metropolitano）和大都会基金会（Fundación Metropolitana）采用的划界一致。

##### 布宜诺斯艾利斯都会区 (RMBA)

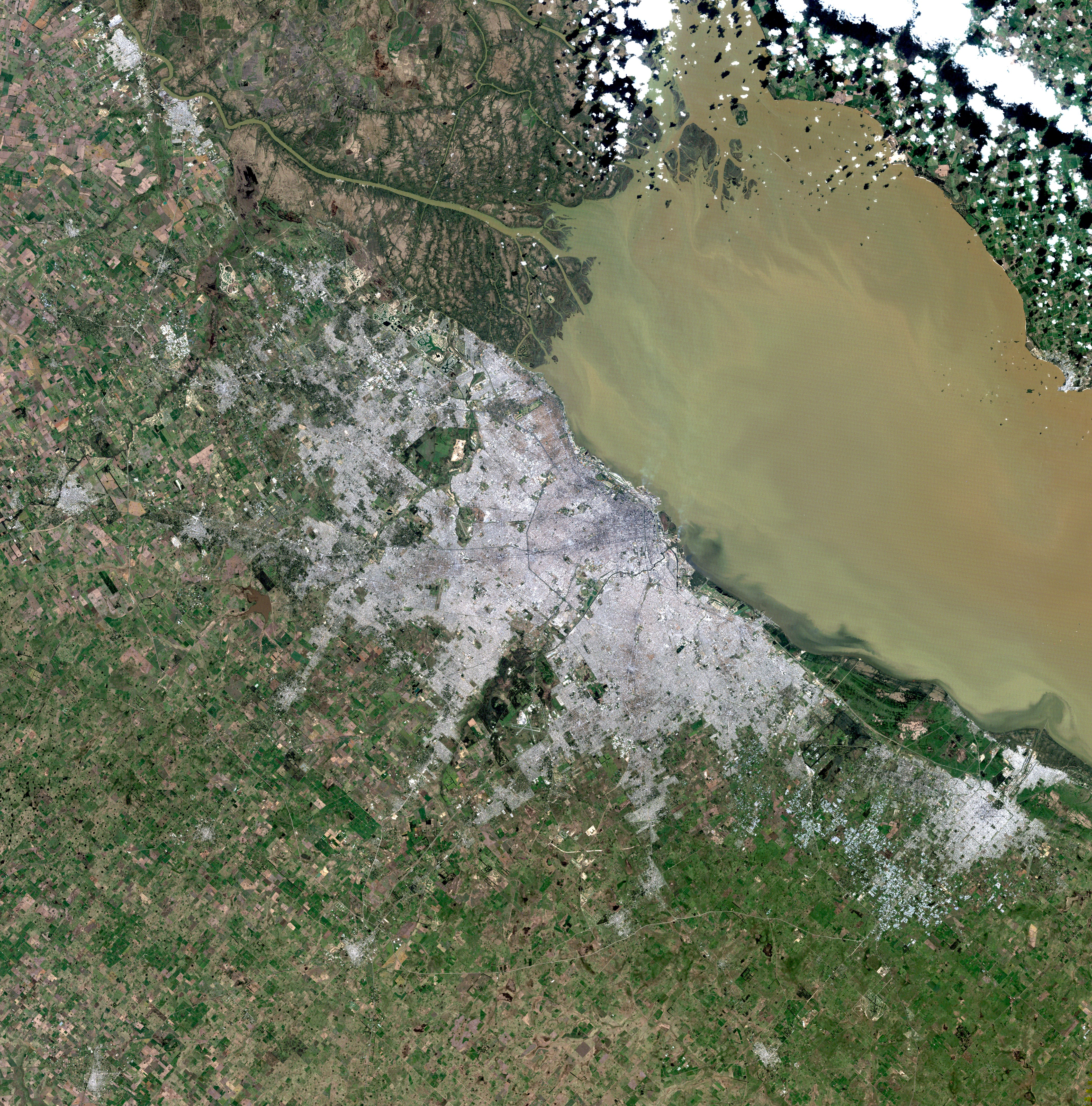
布宜诺斯艾利斯大都市区的卫星图（NASA）

根据城市和领土规划局，布宜诺斯艾利斯都会区（Región Metropolitana de Buenos Aires，RMBA）是一个总计13975平方公里的区域，包括以下市区：
- 布宜诺斯艾利斯自治市
- 40个大区（Partido）

- 布朗海军上将区
- 阿韦亚内达区
- 贝拉扎特吉区
- 贝里索区
- 布兰森区
- 坎帕纳区
- 卡努埃拉斯区
- 恩塞纳达区
- 埃斯科巴区
- 埃斯特万·埃切维里亚区
- 高举十字架区
- 埃塞萨区
- 弗洛伦西奥－巴雷拉区
- 埃拉斯将军区
- 罗德里格斯将军区
- 圣马丁将军区
- 赫林厄姆区
- 伊图萨因戈区
- 何塞·C·帕斯区
- 马坦萨区
- 拉努斯区
- 拉普拉塔区
- 洛马斯·德·萨莫拉区
- 卢汉区
- 阿根廷马尔维纳斯区
- 马科斯·帕斯区
- 梅洛区
- 莫雷诺区
- 莫龙区
- 皮拉尔区
- 庇隆总统区
- 基尔梅斯区
- 圣费尔南多区
- 圣伊西德罗区
- 圣米格尔
- 圣维森特区
- 蒂格雷区
- 特雷斯－德费布雷罗区
- 维森特·洛佩斯区
- 萨拉特区

### 环都市的分类
在环布宜诺斯艾利斯区内也分为“环”（cordones）或“冠”（coronas）。
第一环：阿韦利亚内达、拉努斯、洛马斯·德·萨莫拉、马坦萨（东部）、莫龙、二月三日区、圣马丁、文森特·洛佩兹、圣伊西德罗。
第二环：基尔梅斯、贝拉扎特吉、弗洛伦西奥·巴雷拉、阿尔米兰特布朗、埃斯特班·埃切维里亚、埃塞萨、莫雷诺、梅洛、赫林厄姆、伊图萨因戈、马坦萨（西部）、蒂格雷、圣费尔南多、何塞·C·帕斯、圣米格尔、阿根廷马尔维纳斯。
第三环：圣文森特、庇隆总统、马科斯·帕斯、罗德里格斯将军、埃斯科巴区和皮拉尔。

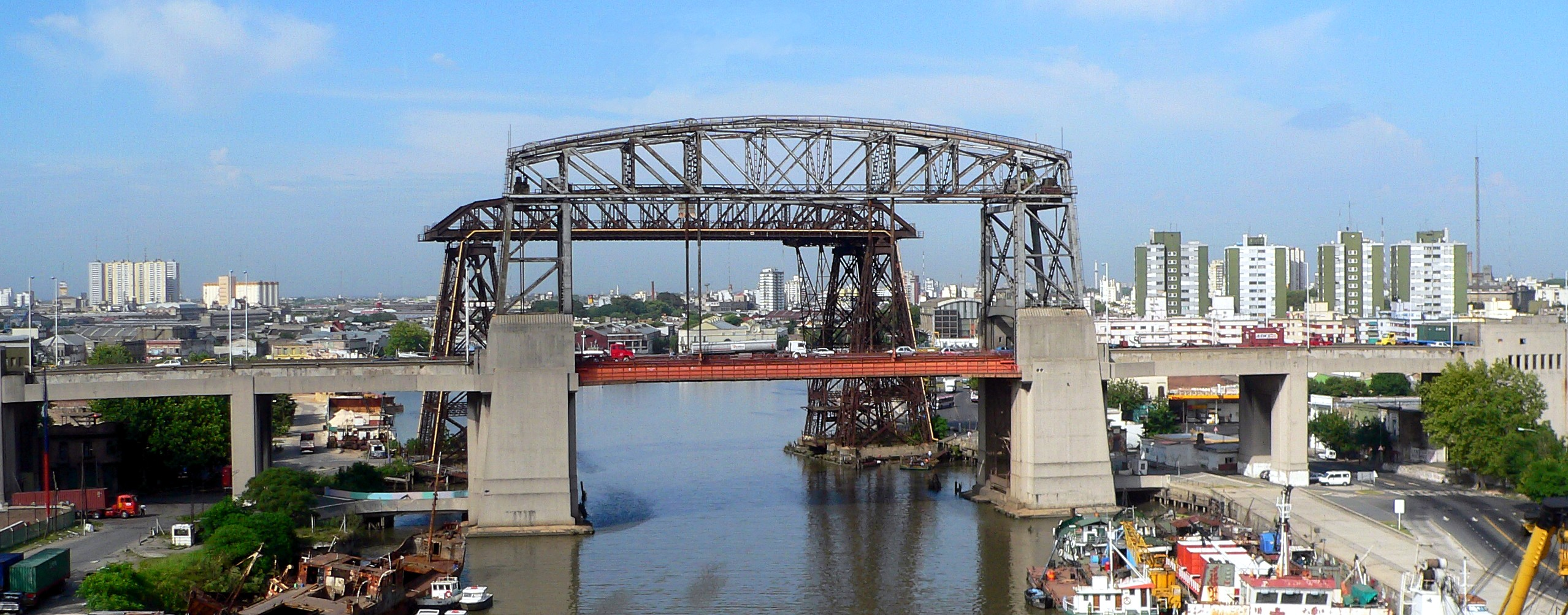
里亞丘埃洛（El Riachuelo）將布宜諾斯艾利斯市與郊區南部地區分開（尼古拉斯·阿維拉內達橋的圖片）。

环布宜诺斯艾利斯区也可以被分为三个区域：北部、西部和南部。
北部地区：由维森特·洛佩兹、圣伊西德罗、圣斐迪南多、蒂格雷、圣马丁将军、何塞·C·帕斯、阿根廷马尔维纳斯、埃斯科巴和皮拉尔这几个区组成。这些区的特点是该地区以上層階級的社区和封闭社区为主，同时也是重要的工业中心，主要是汽车和制药行业，虽然这里也包括中产阶级。这里的河畔地区和三角洲地区是一个这里的主要旅游景点。这里有大量的游艇码头和游艇俱乐部。在皮拉尔还存在名为“Countries”的大型房地产项目的存在，和中上层阶级的半封闭社区。
泛美公路（北部高速公路），凭借其繁忙交通分支，构成了与布宜诺斯艾利斯的主要连接。铁路方面，米特雷线和北贝尔格拉诺线将该地区与雷蒂罗车站相连。

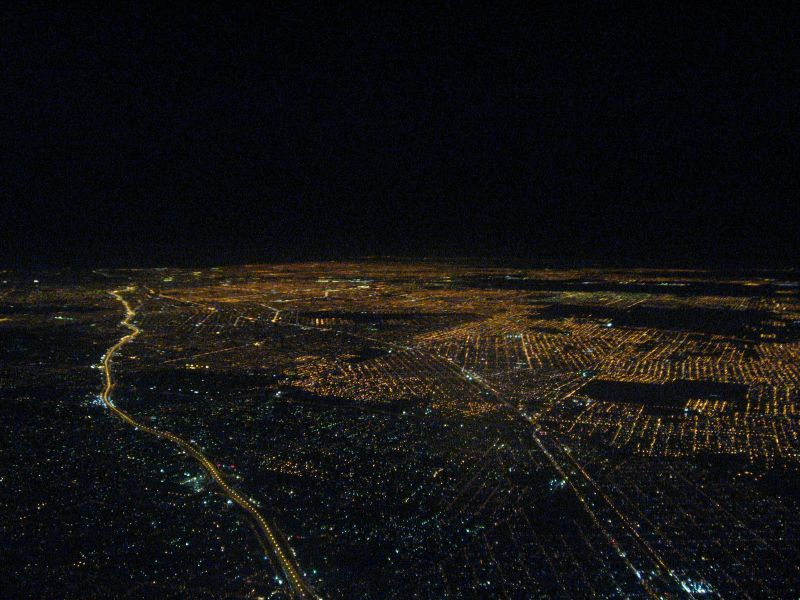
康奈爾巴諾（Conurbano）西部地區的夜間鳥瞰圖。

西部地区：由马坦萨、梅洛、莫雷诺、罗德里格斯将军、马科斯·帕斯、赫林厄姆、伊图萨因戈和特雷斯－德费布雷罗这几个区构成。这是一个不久城市化的工業區并接收了大量的国内和边境移民。其中，马坦萨广袤的地区拥有超过170万居民（2010年人口普查），人口仅次于四个省，在政治、经济和社会上具有重要的意义。
Sus principales vías de vinculación con la ciudad de Buenos Aires son la autopista Acceso Oeste, la Ruta 3, la RP 40 (Ex200), la RP 8 (Ex RN8), la Línea San Martín con destino final en Retiro, la Línea Urquiza hasta la estación Federico Lacroze en el barrio porteño de Chacarita, la Línea Sarmiento, que culmina en la estación Once y la Línea Belgrano Sur, que en sus distintos ramales, une la zona sur de la ciudad de Buenos Aires (Barracas, Pompeya, Villa Soldati, Villa Lugano) con localidades tales como Tapiales, Gregorio de Laferrere, González Catán o Isidro Casanova, en La Matanza.
南部地区：Constituida por Avellaneda, Quilmes, Berazategui, Florencio Varela, Lanús, Lomas de Zamora, Almirante Brown, Esteban Echeverría, Ezeiza, Presidente Perón y San Vicente, es el área industrial tradicional del país, donde se instalaron los frigoríficos desde fines del siglo XIX. Separada de la ciudad de Buenos Aires y la zona Oeste por el Riachuelo, es la zona donde se hacen más evidentes las desigualdades sociales y urbanas del Gran Buenos Aires, con importantes zonas comerciales y residenciales y gran cantidad de barrios de nivel socioeconómico bajo y asentamientos irregulares.
Las principales interconexiones viales con la ciudad de Buenos Aires son la autopista Buenos Aires-La Plata, la autopista Ezeiza-Cañuelas, el Camino Negro, la avenida Hipólito Yrigoyen y la avenida Bartolomé Mitre. El ferrocarril Roca posee varios ramales que culminan en la estación Constitución, ubicada en la ciudad de Buenos Aires.

## 人口
根据2010年人口普查的数据以及不同的标准，人口数量从9,916,715，在环都市区共计14,839,026。根据布宜诺斯艾利斯省城市和领土规划局（DOUT）的定义布宜诺斯艾利斯大都市区在其最大范围内共有12,806,866（其中2,890,151位于布宜诺斯艾利斯市）。在2001年拥有11,460,575人（2,776,138位于布市，8,684,437人在布宜诺斯艾利斯省）。在1991年，共计10,918,027人（2,965,403人在布市，7,952,624人在布省）
大布宜诺斯艾利斯聚集区：在2010年人口共计13,591,863人（其中2,890,151人位于布宜诺斯艾利斯，10,701,712位于都市区）。2001年全区人口12,046,799人（2,776,138人位于布市以及9,497,410位于都市区）。在1991年，聚集区人口共有11 297 987人（2 965 403人位于布市，8 332 584位于都市区） 。数据表示人口增长率约为11.7%（自治市为4.1%，郊区为14.2%）。人口占共和国2010年总量的34.9%，略高于2001年的33.2%和1991年的34.6%。

Densidad de población (2010) de la Región Metropolitana de Buenos Aires (RMBA).

这意味着聚集区代表着整个阿根廷人口的聚集，也是南美洲的第二大的人口聚集区（仅次于圣保罗），也是拉丁美洲第三（仅次于墨西哥城和圣保罗），同时是美洲第五（在墨西哥城、圣保罗、纽约、洛杉矶之后）和第20大都市区。
根据2010年人口普查的结果，下表显示了根据定义大都市区的每个不同标准以及每个标准涵盖的人口：
| 环数                         | 组成                 | 第13473/06号法 | 人口统计标准 | 人口统计标准 | OUL标准    | OUL标准    | OUL标准    | DOUT标准   |
| 环数                         | 组成                 | 环市区         | GBA          | AGBA         | ZMBA       | AMBA       | RMBA       | RMBA       |
| ---------------------------- | -------------------- | -------------- | ------------ | ------------ | ---------- | ---------- | ---------- | ---------- |
|                              | 布宜诺斯艾利斯自治市 | --             | 2.890.151    | 2.890.151    | 2.890.151  | 2.890.151  | 2.890.151  | 2.890.151  |
| 第1环                        |                      |                |              |              |            |            |            |            |
| 阿韦亚内达区                 | 342.677              | 342.677        | 342.677      | 342.677      | 342.677    | 342.677    | 342.677    |            |
| 圣马丁将军区                 | 414.196              | 414.196        | 414.196      | 414.196      | 414.196    | 414.196    | 414.196    |            |
| 马坦萨区（东部）             | 983.693              | 983.693        | 983.693      | 983.693      | 983.693    | 983.693    | 983.693    |            |
| 拉努斯区                     | 459.263              | 459.263        | 459.263      | 459.263      | 459.263    | 459.263    | 459.263    |            |
| 洛马斯·德·萨莫拉区           | 616.279              | 616.279        | 616.279      | 616.279      | 616.279    | 616.279    | 616.279    |            |
| 莫龙区                       | 321.109              | 321.109        | 321.109      | 321.109      | 321.109    | 321.109    | 321.109    |            |
| 基尔梅斯区                   | 582.943              | 582.943        | 582.943      | 582.943      | 582.943    | 582.943    | 582.943    |            |
| 圣伊西德罗区                 | 292.878              | 292.878        | 292.878      | 292.878      | 292.878    | 292.878    | 292.878    |            |
| 特雷斯－德费布雷罗区         | 340.071              | 340.071        | 340.071      | 340.071      | 340.071    | 340.071    | 340.071    |            |
| 维森特·洛佩斯区              | 269.420              | 269.420        | 269.420      | 269.420      | 269.420    | 269.420    | 269.420    |            |
| 第2环                        |                      |                |              |              |            |            |            |            |
| 布朗海军上将区               | 552.902              | 552.902        | 552.139      | 552.902      | 552.902    | 552.902    | 552.902    |            |
| 贝拉扎特吉区                 | 324.244              | 324.244        | 324.156      | 324.244      | 324.244    | 324.244    | 324.244    |            |
| 埃斯特万·埃切维里亚区        | 300.959              | 300.959        | 300.745      | 300.959      | 300.959    | 300.959    | 300.959    |            |
| 埃塞萨区                     | 163.722              | 163.722        | 162.525      | 163.722      | 163.722    | 163.722    | 163.722    |            |
| 弗洛伦西奥－巴雷拉区         | 426.005              | 426.005        | 426.005      | 426.005      | 426.005    | 426.005    | 426.005    |            |
| 赫林厄姆区                   | 181.241              | 181.241        | 181.241      | 181.241      | 181.241    | 181.241    | 181.241    |            |
| 伊图萨因戈区                 | 167.824              | 167.824        | 167.824      | 167.824      | 167.824    | 167.824    | 167.824    |            |
| 何塞·C·帕斯区                | 265.981              | 265.981        | 265.981      | 265.981      | 265.981    | 265.981    | 265.981    |            |
| 马坦萨区（西部区域）         | 792.123              | 792.123        | 792.123      | 792.123      | 792.123    | 792.123    | 792.123    |            |
| 阿根廷马尔维纳斯区           | 322.375              | 322.375        | 322.375      | 322.375      | 322.375    | 322.375    | 322.375    |            |
| 梅洛区                       | 528.494              | 528.494        | 527.658      | 528.494      | 528.494    | 528.494    | 528.494    |            |
| 莫雷诺区                     | 452.505              | 452.505        | 452.505      | 452.505      | 452.505    | 452.505    | 452.505    |            |
| 圣费尔南多区（陆地部分）     | 160.285              | 160.285        | 160.285      | 160.285      | 160.285    | 160.285    | 160.285    |            |
| 圣米格尔                     | 276.190              | 276.190        | 276.190      | 276.190      | 276.190    | 276.190    | 276.190    |            |
| 蒂格雷区                     | 376.381              | 376.381        | 370.913      | 376.381      | 376.381    | 376.381    | 376.381    |            |
| 3环和4环                     |                      |                |              |              |            |            |            |            |
| 贝里索区                     | --                   | --             | --           | --           | 88.470     | 88.470     | 88.470     |            |
| 布兰森区                     | --                   | --             | --           | --           | --         | 26.367     | 26.367     |            |
| 坎帕纳区                     | --                   | --             | --           | --           | --         | 94.461     | 94.461     |            |
| 卡努埃拉斯区                 | --                   | --             | 7.311        | --           | 51.892     | 51.892     | 51.892     |            |
| 恩塞纳达区                   | --                   | --             | --           | --           | 56.729     | 56.729     | 56.729     |            |
| 埃斯科巴区                   | --                   | --             | 212.208      | 213.619      | 213.619    | 213.619    | 213.619    |            |
| 高举十字架区                 | --                   | --             | --           | --           | --         | 29.805     | 29.805     |            |
| 埃拉斯将军区                 | --                   | --             | --           | --           | --         | 14.889     | 14.889     |            |
| 罗德里格斯将军区             | --                   | --             | 85.315       | 87.185       | 87.185     | 87.185     | 87.185     |            |
| 拉普拉塔区                   | --                   | --             | 2.312        | --           | 654.324    | 654.324    | 654.324    |            |
| 罗伯斯区                     | --                   | --             | --           | --           | --         | 36.172     | --         |            |
| 卢汉区                       | --                   | --             | --           | 106.273      | 106.273    | 106.273    | 106.273    |            |
| 马科斯·帕斯区                | --                   | --             | 50.460       | 54.181       | 54.181     | 54.181     | 54.181     |            |
| 梅赛德斯区                   | --                   | --             | --           | --           | --         | 63.284     | --         |            |
| 纳瓦罗区                     | --                   | --             | --           | --           | --         | 17.054     | --         |            |
| 皮拉尔区                     | --                   | --             | 296.826      | 299.077      | 299.077    | 299.077    | 299.077    |            |
| 庇隆总统区                   | --                   | --             | 80.824       | 81.141       | 81.141     | 81.141     | 81.141     |            |
| 圣费尔南多区 (parte insular) | 2.955                | 2.955          | --           | 2.955        | 2.955      | 2.955      | 2.955      |            |
| 圣维森特区                   | --                   | --             | 58.165       | 59.478       | 59.478     | 59.478     | 59.478     |            |
| 萨拉特区                     | --                   | --             | --           | --           | --         | 114.269    | 114.269    |            |
| 总计                         | 总计                 | 9.916.715      | 12.806.866   | 13.591.863   | 13.707.820 | 14.559.235 | 14.955.536 | 14.839.026 |

### 大布宜诺斯艾利斯的郊区
贝里索区、布兰森区、康帕纳区、卡努埃拉斯区、恩塞纳达区、高举十字架区、弗洛伦西奥·瓦雷拉区、拉斯赫拉斯将军区、罗德里格斯将军区、皮拉尔区、拉普拉塔、卢詹区、萨拉特区这些区仍然包含农村郊区。
| 大区                 | 乡镇                     |
| -------------------- | ------------------------ |
| 贝里索区             | 新镇                     |
| 贝里索区             | 大学区                   |
| 贝里索区             | 洛塔拉                   |
| 布兰森区             | 杰彭纳                   |
| 布兰森区             | 阿尔塔米拉诺             |
| 布兰森区             | 戈麦斯                   |
| 布兰森区             | 奥林登                   |
| 布兰森区             | 三宝龙                   |
| 坎帕纳区             | 洛玛斯-德尔卢汉河        |
| 卡努埃拉斯区         | 亚历山大·佩蒂翁镇        |
| 卡努埃拉斯区         | 乌里巴雷拉               |
| 卡努埃拉斯区         | 维森特·卡萨雷斯          |
| 卡努埃拉斯区         | 乌达翁多省长             |
| 恩塞纳达区           | 圣地亚哥奥埃斯特岛       |
| 高举十字架区         | 拉克鲁斯溪               |
| 高举十字架区         | 奥兰多站                 |
| 高举十字架区         | 罗伯斯站                 |
| 高举十字架区         | 埃尔雷曼索               |
| 高举十字架区         | 埃切戈延                 |
| 高举十字架区         | Parada La Lata - La Loma |
| 高举十字架区         | 迭戈·盖诺                |
| 高举十字架区         | 安多纳吉省长             |
| 高举十字架区         | 切诺特                   |
| 弗洛伦西奥－巴雷拉区 | 圣堂镇                   |
| 埃拉斯将军区         | 维拉尔                   |
| 埃拉斯将军区         | 奥尔诺将军               |
| 埃拉斯将军区         | Plomer                   |
| 埃拉斯将军区         | La Choza                 |
| 埃拉斯将军区         | Lozano                   |
| 埃拉斯将军区         | Enrique Fynn             |
| 罗德里格斯将军区     | Estación La Fraternidad  |
| 拉普拉塔区           | Villa Garibaldi          |
| 拉普拉塔区           | Villa Parque Sicardi     |
| 拉普拉塔区           | Lomas de Copello         |
| 卢汉区               | Carlos Keen              |
| 卢汉区               | Cortinez                 |
| 卢汉区               | Olivera                  |
| 卢汉区               | Torres                   |
| 皮拉尔区             | Zelaya                   |
| 皮拉尔区             | Tomás Santa Coloma       |
| 萨拉特区             | Barrio Saavedra          |
| 萨拉特区             | Escalada                 |

## 注解
1. ↑  这些是根据距离、市区特征和加入时间而确定的
2. ↑  即AMBA的所有市区除去拉普拉塔区、贝里索区、恩塞纳达区和卡努埃拉斯区。
3. ↑  包含奥尔多·邦兹（Aldo Bonzi）、艾薇塔市（Ciudad Evita）、马德罗市（Ciudad Madero）、伊西德罗·卡萨诺瓦（Isidro Casanova）、塔布拉达（La Tablada）、洛马斯·德尔·米拉多尔（Lomas del Mirador）、拉莫斯·梅加（Ramos Mejía）、塔比埃尓（Tapiales）和卢祖里亚加镇（Villa Luzuriaga）。
4. ↑  包括格雷戈里奥·德·拉斐尔（Gregorio de Laferrere）、冈萨雷斯·卡坦（Gonzalez Catán）、拉斐尔·卡斯蒂略（Rafael Castillo），6月20日区（20 de Junio）和皮诺总督（Virrey del Pino）。
5. 1 2  圣费尔南多区的总人口是163,240人